# Зибенхэнгсте
Зибенхэ́нгсте (Зибенхэ́нгсте-Хо́гант; нем. Siebenhengste-Hohgant-Höhle) — сложная карстовая пещерная система в известняках в Западных Альпах, кантон Берн, Швейцария.
Протяжённость системы составляет 157 км, глубина — 1340 м. Пещера занимает 12-е место в мире по протяжённости ходов и является глубочайшей пещерой Швейцарии и второй по протяжённости после пещеры Хёллох. Объёмный лабиринт имеет более 15 входов (нижний находится на высоте 1510 м, верхний — 1810 м) на склонах гор Зибенхэнгсте и Хогант. Пещера Зибенхэнгсте известна с 1966 года, когда её начали исследовать спелеологи города Ла-Шо-де-Фон, открыв первые 3 входа из известных на сегодня 34. В дальнейшем пещеру изучали преимущественно спелеологи различных клубов Бельгии.